# Rhynchina aroa
Rhynchina aroa är en fjärilsart som beskrevs av Bethune-Baker 1908. Rhynchina aroa ingår i släktet Rhynchina och familjen nattflyn. Inga underarter finns listade.